# Società Sportiva Monturanese Calcio
La Società Sportiva Monturanese Calcio, meglio conosciuta come Monturanese, è stata una società calcistica italiana con sede nella città di Monte Urano, in provincia di Fermo. Fondata nel 1968, a partire dagli anni duemila è stata denominata Associazione Sportiva Dilettantistica Monturanese Calcio.
I colori sociali tradizionali della squadra erano l'azzurro e il bianco. Disputava le gare interne allo stadio Comunale di Monte Urano. Ha all'attivo quattordici campionati di Serie D.

## Statistiche e record

### Partecipazione ai campionati
| Livello | Categoria                       | Partecipazioni | Debutto   | Ultima stagione | Totale |
| ------- | ------------------------------- | -------------- | --------- | --------------- | ------ |
| 5°      | Campionato Interregionale       | 7              | 1984-1985 | 1990-1991       | 14     |
| 5°      | Campionato Nazionale Dilettanti | 1              | 1998-1999 | 1998-1999       | 14     |
| 5°      | Serie D                         | 6              | 1999-2000 | 2004-2005       | 14     |

## Palmarès

### Competizioni regionali
- Promozione: 2

1983-1984 (girone B), 2010-2011 (girone B)
- Eccellenza: 1

1997-1998
- Coppa Italia Dilettanti Marche: 1

1994-1995